# パキケトゥス科
パキケトゥス科（パキケトゥスか、Pakicetidae、パキケタス科）は、約5,300万- 約5,000万年前（新生代始新世初期 ）の水陸両域に生息していた、四つ足の哺乳動物 。既知で最古の原始的クジラ類とされるパキケトゥスと、その近縁種からなる。

## 化石
明確なかたちで発見されたパキケトゥス科の最初の化石は、パキスタン北部にて1983年出土のパキケトゥス・イナクス（Pakicetus inachus）である。古生物学者フィリップ・ギンガーリッチらによってそれは見出された。それ以降、パキケトゥス科の化石は当地とインド西部から発見されている。

## 特徴

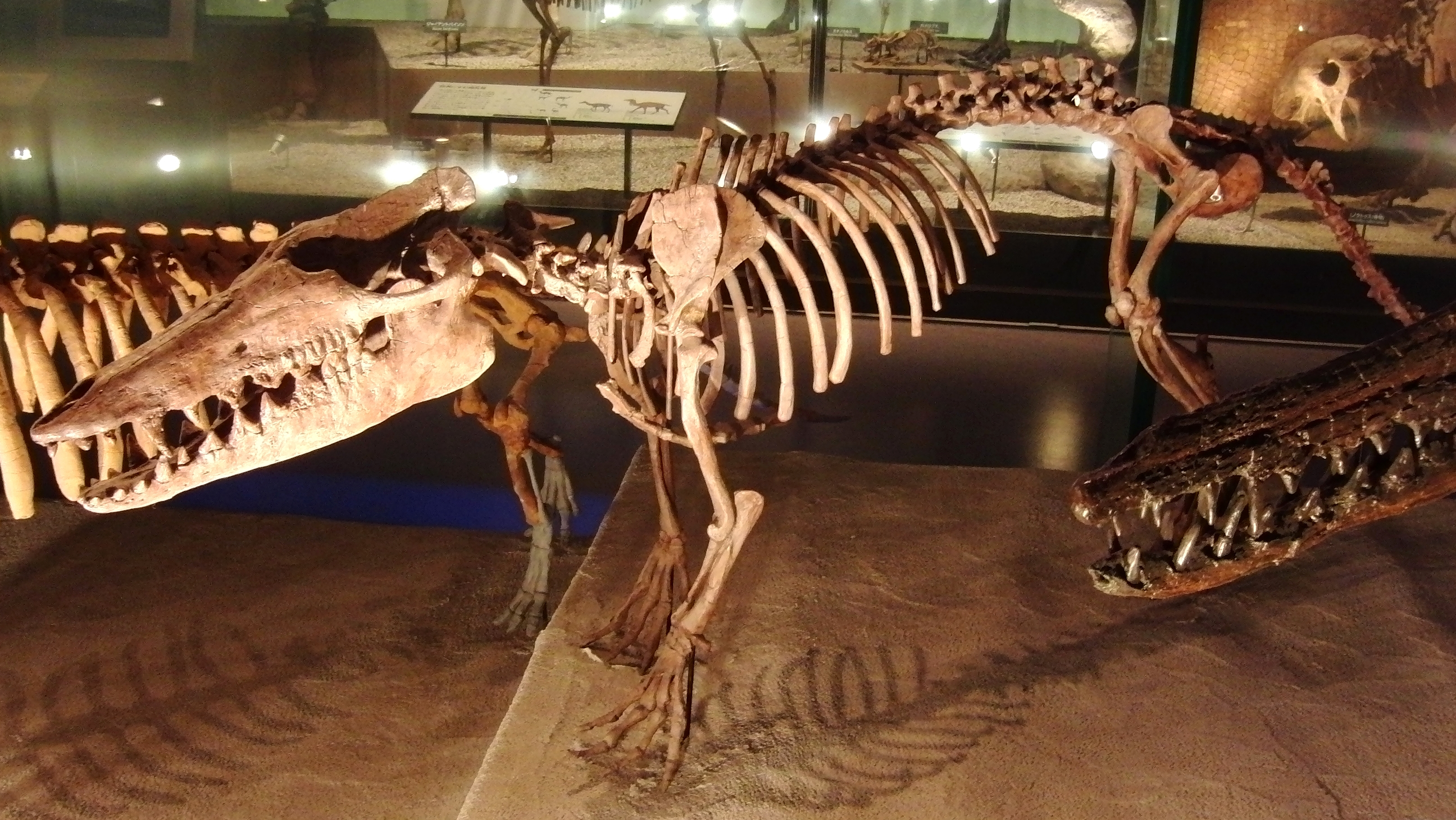
パキケトゥス・アトッキ（Pakicetus attocki）の骨格標本。国立科学博物館の展示。

パキケトゥス科の生息当時この地域には遠浅のテティス海が広がっていた。高温・海進の時代にあって生物量の豊かな熱帯の海であったと考えられている。この海は約2億年前（中生代三畳紀ごろ）から存在し続けたもので、黎明期のクジラ類を大いに育んだ。

ただし、形態と化石標本の分析から、パキケトゥス科の主たる生活圏は海中ではなく、水辺の乾燥した陸地にあったと考えられている。
パキケトゥス科は陸上で体を支えることが可能なしっかりとした四肢と蹄（ひづめ）を持った有蹄動物（偶蹄動物）であった。
しかし、クジラ類固有の、距骨にある滑車状の構造および内耳の耳骨の際立った特徴や、臼歯の尖端の配列など形態学的特徴から、クジラ類に属し、その進化系統上の最初期の種であることが明らかになっている。彼らの骨はぶ厚く重くできていることも、水の浮力を打ち消して水生に適応する動物の共通的特徴に適合する。

## 系統進化
原クジラ亜目の最初期に分類されるパキケトゥス科は、パキケトゥス、ナラケトゥス、イクチオレステスの3属で構成される。パキケトゥスとナラケトゥスはオオカミ並みの大きさがあり、しかし、イクチオレステスはキツネ並みと他より小さい。3つの属は形態的に大きくは違わない。
始原的形質を示す陸生クジラ類であるパキケトゥス科と、海生への適応を示すその後の全てのクジラ類を大別しての、後者の呼称は真鯨類である。
現在、パキケトゥス科が後世のクジラ類の直接的祖先であると考えられている。彼らの中で最も後期を生きていたイクチオレステスと同じ時代（約5,000万年前）・同じ地域（現パキスタン）には、適応を少し進めたアンブロケトゥス科が既に生息しており、それはパキケトゥス科から分化したものであろうとされている。海生への本格的で急速な適応進化はアンブロケトゥス科によって始められたのかもしれない。
また、アンブロケトゥス科のヒマラヤケトゥスをパキケトゥス科に分類する説もある。

## 新しい分類法
近年では、進歩著しい分子系統学（塩基配列等の解析に基づく）的知見によって、パキケトゥス科を筆頭とする全てのクジラ類（クジラ目）は偶蹄目内の一グループであることが確実視されるようになった。このような分子学的知見と最新の形態学的知見を採り入れた新しい分類法では、鯨偶蹄目の中に（目下、分類区分未確定である）クジラ類（旧・クジラ目）が組み込まれている。